# HD 38858
HD 38858 è una stella nana gialla nella sequenza principale di magnitudine 5,97 situata nella costellazione di Orione. Dista 51 anni luce dal sistema solare ed è noto un pianeta extrasolare orbitare attorno ad essa.

## Osservazione
Si tratta di una stella situata nell'emisfero celeste australe, ma molto in prossimità dell'equatore celeste; ciò comporta che possa essere osservata da tutte le regioni abitate della Terra senza alcuna difficoltà e che sia invisibile soltanto molto oltre il circolo polare artico. Nell'emisfero sud invece appare circumpolare solo nelle aree più interne del continente antartico. La sua magnitudine pari a 6 la pone al limite della visibilità ad occhio nudo, pertanto per essere osservata senza l'ausilio di strumenti occorre un cielo limpido e possibilmente senza Luna.
Il periodo migliore per la sua osservazione nel cielo serale ricade nei mesi compresi fra fine ottobre e aprile; da entrambi gli emisferi il periodo di visibilità rimane indicativamente lo stesso, grazie alla posizione della stella non lontana dall'equatore celeste.

## Caratteristiche fisiche
La stella è una nana gialla di sequenza principale e tipo spettrale G2V, con massa e raggio di poco inferiori a quelli del Sole; possiede una magnitudine assoluta di 5,01 e la sua velocità radiale positiva indica che la stella si sta allontanando dal sistema solare. 

## Sistema planetario
Nel 2011 con il metodo della velocità radiale è stato scoperto un esopianeta attorno alla stella, HD 38858 b, un gigante gassoso avente una massa circa il doppio di quella di Urano, che orbita in un periodo di 407 giorni a una distanza dalla stella di circa 1,04 UA. Date le dimensioni della stella, simili a quelle del Sole, e la distanza a cui si trova, il pianeta è all'interno della zona abitabile. Nonostante non abbia una superficie solida, un'eventuale esoluna di dimensioni terrestri potrebbe avere le condizioni adatte a sostenere l'acqua liquida in superficie, la temperatura di equilibrio è infatti di circa 237 K assumendo un'albedo simile a quella terrestre.
Prospetto del sistema
| Pianeta | Tipo            | Massa    | Raggio  | Periodo orb.  | Sem. maggiore | Eccentricità |
| ------- | --------------- | -------- | ------- | ------------- | ------------- | ------------ |
| b       | Gigante gassoso | 30,55 M⊕ | 2,85 r⊕ | 407,15 giorni | 1,0376 UA     | 0,27±0,17    |